# Tijarm

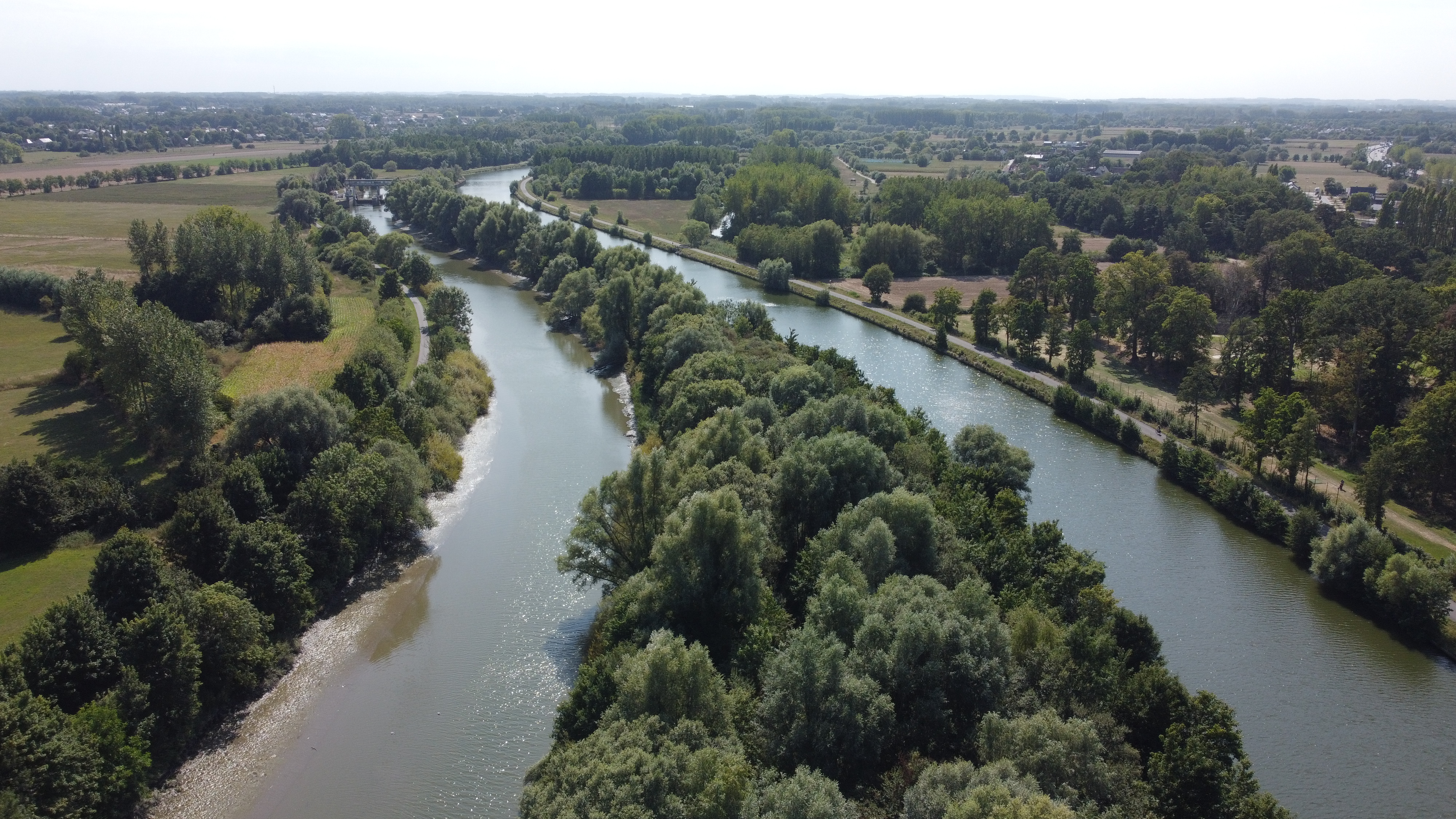
Tijarm (links) en Kanaal van Zwijnaarde (rechts).

De Tijarm is een korte, onbevaarbare waterweg in de Belgische provincie Oost-Vlaanderen, op de grens tussen Gent en Merelbeke. Het betreft in feite de oorspronkelijke loop van de meanderende Bovenschelde, vooraleer deze werd rechtgetrokken (Kanaal van Zwijnaarde). De originele loop van de rivier werd echter nooit gedempt of afgesloten, waardoor het Eilandje van Zwijnaarde ontstond. Op een deel van de linkeroever van de Tijarm is een zone voor natuurontwikkeling voorzien in het GRUP Grootstedelijk gebied Gent.
De Tijarm is het meest stroomopwaartse deel van de Schelde tot waar de getijden doordringen, vandaar ook de ietwat aparte naam. In het zuiden, daar waar de Tijarm zich aftakt van de Bovenschelde, bevindt zich dan ook een stuw die verhindert dat de getijden nog verder zouden doordringen. In het noorden eindigt de Tijarm bij het Sluizencomplex van Merelbeke.